# Asymmetrische Relation
Asymmetrisch heißt eine zweistellige Relation {\displaystyle R} auf einer Menge, wenn es kein Paar {\displaystyle (x,y)} gibt, für das mit {\displaystyle xRy} auch die Umkehrung {\displaystyle yRx} gilt.
Die Asymmetrie ist eine der Voraussetzungen für eine (irreflexive) Striktordnung.

## Definition
Ist {\displaystyle M} eine Menge und {\displaystyle R\subseteq M\times M} eine zweistellige Relation auf {\displaystyle M}, dann heißt {\displaystyle R} asymmetrisch, wenn
{\displaystyle \forall x,y\in M:xRy\Rightarrow \neg (yRx)} gilt.

## Nicht symmetrische Relation
Ist {\displaystyle R} eine Relation, die nicht symmetrisch ist, dann gibt es wenigstens ein Paar, für das die Umkehrrelation {\displaystyle R^{-1}} nicht zutrifft; so gilt
{\displaystyle \exists x,y\in M:xRy\land \neg (yRx)}.
Eine nicht leere asymmetrische Relation ist also niemals symmetrisch. Eine asymmetrische Relation ist zudem stets irreflexiv. Von der Asymmetrie zu unterscheiden ist damit der Begriff der Antisymmetrie, die auch Reflexivität erlaubt. Eine asymmetrische Relation ist somit ein Sonderfall einer antisymmetrischen Relation.
Es gibt Relationen, die weder symmetrisch noch antisymmetrisch und erst recht nicht asymmetrisch sind. Ein Beispiel liefert die Definition {\displaystyle xRy:\Leftrightarrow x>2} auf den natürlichen Zahlen.

## Beispiele
Asymmetrisch sind
- die Relation {\displaystyle <} „ist (echt) kleiner als“  auf den reellen Zahlen, die darüber hinaus eine strenge Totalordnung ist. Gleiches gilt für die Relation {\displaystyle >\ } „ist (echt) größer als“.
- die Relation {\displaystyle \subset } „ist echte Teilmenge von“ und ebenfalls die Relation {\displaystyle \supset } „ist echte Obermenge von“ als Beziehungen zwischen Mengen. Sie sind in einem System von Mengen oder von Teilmengen einer gegebenen Menge darüber hinaus eine strenge Halbordnung.

## Eigenschaften
- Bis auf die leere Relation gibt es keine gleichzeitig symmetrische und asymmetrische Relation.
- Jede asymmetrische Relation ist auch eine antisymmetrische Relation.[1]
- Der Schnitt einer asymmetrischen Relation {\displaystyle R} und ihrer konversen Relation {\displaystyle R^{-1}} ist stets leer, sie sind disjunkt:
{\displaystyle R\cap R^{-1}=\emptyset }
- Jede Teilmenge einer asymmetrischen Relation ist wieder asymmetrisch.